# Xantharia galea
Espèce
Xantharia galea est une espèce d'araignées aranéomorphes de la famille des Miturgidae.

## Distribution
Cette espèce est endémique de Hainan en Chine,.

## Description
Le mâle holotype mesure 5,04 mm et la femelle paratype 4,95 mm.

## Publication originale
- Zhang, Zhang & Fu, 2010 : A new species of the genus Xantharia from China (Araneae: Clubionidae). Zootaxa, no 2617, p. 66-68.